# Wytaczak

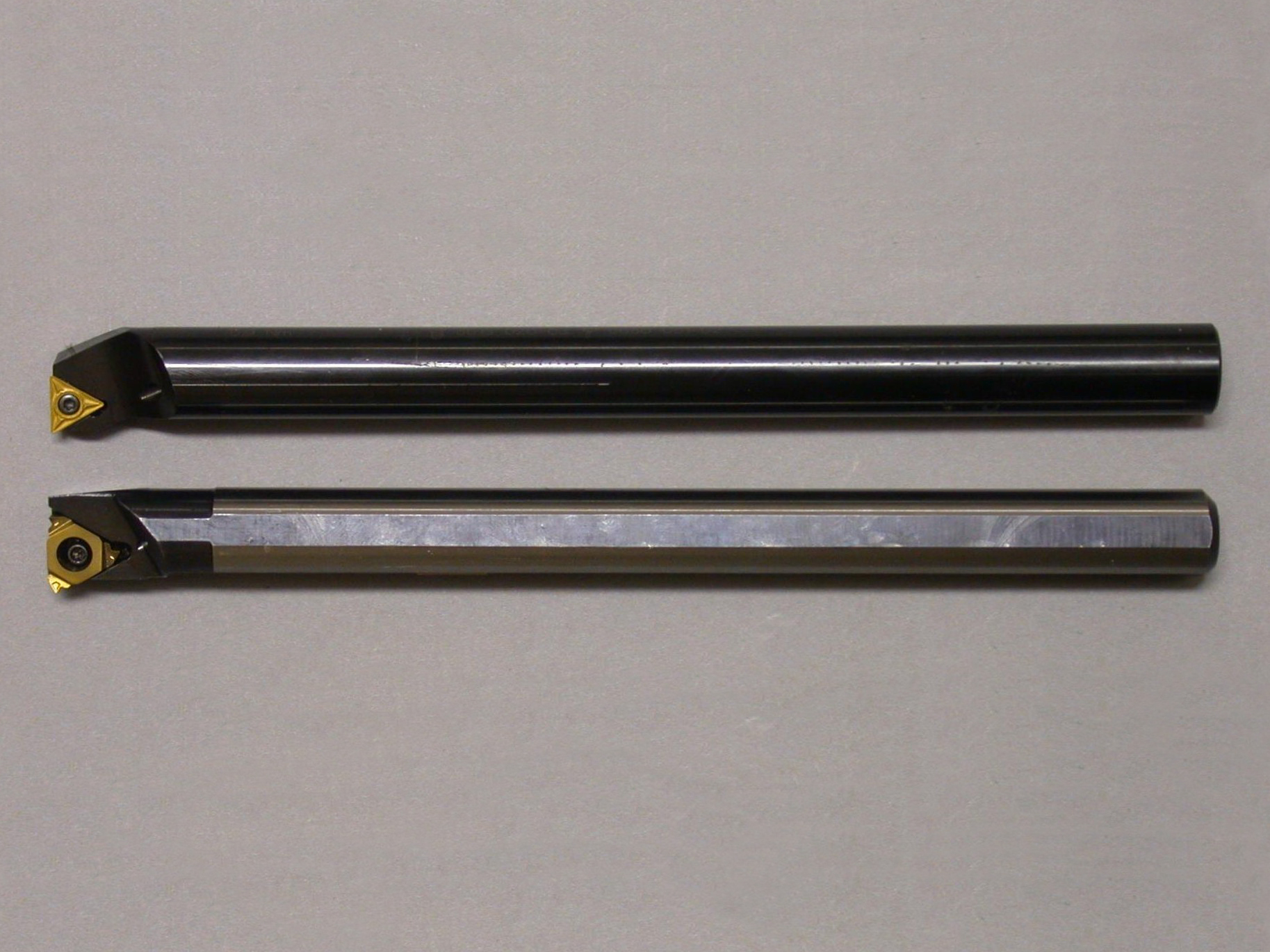
Wytaczaki z płytkami z węglików spiekanych

Wytaczak – nóż tokarski służący do wykonywania w materiale otworów, a także rowków, przez toczenie.
Charakterystycznymi cechami wytaczaków są:
- sposób mocowania oraz rodzaj płytki wieloostrzowej
- geometria noża
- przekrój trzonka
- minimalna średnica otworu
- maksymalna głębokość otworu.